# Гесиод
Гесио́д (др.-греч. Ἡσίοδος; VIII век до н. э., Кима — VII век до н. э.) — первый исторически достоверный древнегреческий поэт, рапсод, представитель направления дидактического и генеалогического эпоса. К первому направлению относится его поэма «Труды и дни», а ко второму — «Теогония» (то есть родословная богов), — его основные произведения.

## Биография

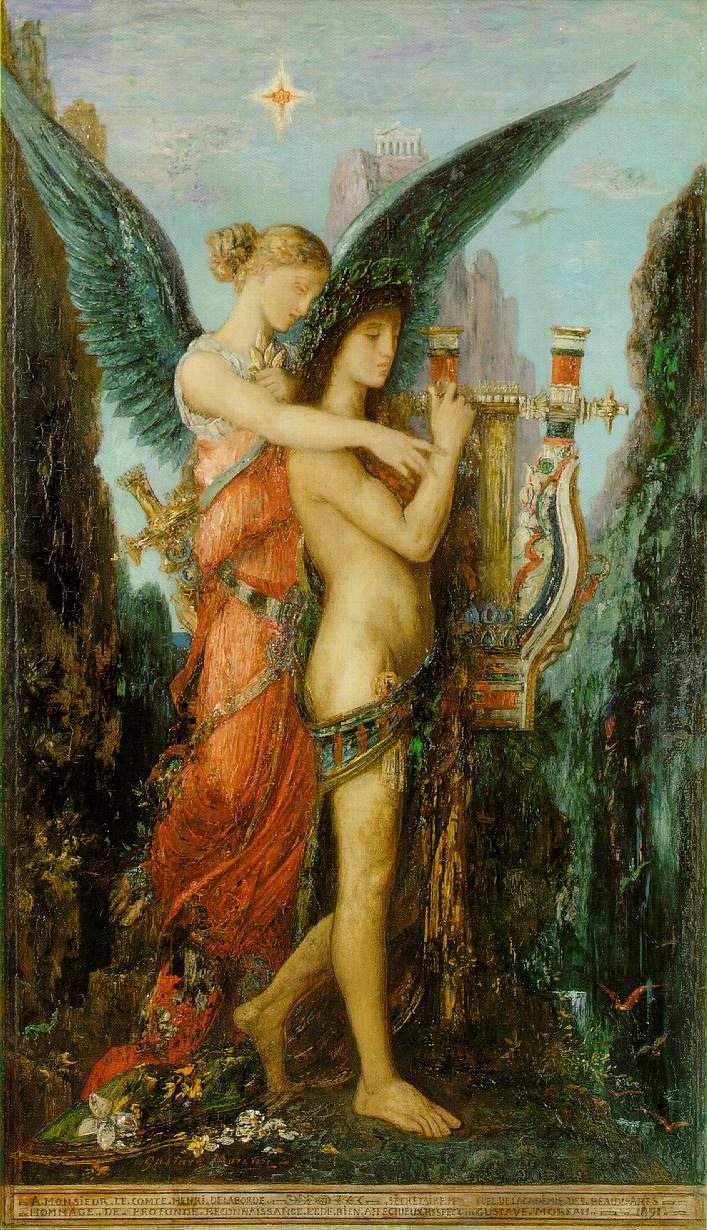
Гесиод и Муза. Картина Гюстава Моро, 1891. Музей Орсе

Родился в Эолиде, но его отец, обедневший морской торговец, переселился в Беотию, где крестьянствовал в деревне Аскра, — «тягостной летом, зимою плохой, никогда не приятной», — близ горы Геликон. Что заставило мальчика из бедной крестьянской семьи стать поэтом, неизвестно. Сам Гесиод рассказывает, что в юности, когда он пас скот, к нему явились геликонские нимфы, вдохнули в него дар божественных песен и вручили жезл из пышного лавра — знак отличия рапсода.
Гесиод стал профессиональным рапсодом — исполнителем эпических песен. В своих произведениях он использовал язык и стилистическую технику малоазийского героического эпоса для новых задач религиозного и нравственного учительства. Гесиод выступает как пророк, «призванный» музами вещать истину, и, в отличие от безымянных певцов гомеридов, первым в греческой поэзии определяет себя как личность и называет своё имя.
Предание («Состязание Гомера и Гесиода») повествует о том, что когда царь Халкиды Амфидамант погиб в Лелантской войне, Гесиод участвовал в играх, устроенных в его память, состязался при этом с Гомером и был назван победителем. Царь Панед, брат Амфидаманта, председатель состязания, отдал предпочтение Гесиоду лишь потому, что тот повествовал о «земледелии и мире», а не «войнах и побоищах». Позже Панед вошел в греческую пословицу как воплощение слабоумия. Состязание датируется рубежом VIII—VII вв. до н. э., что даёт хронологическую опору для времени жизни самого Гесиода.
Мартин Личфилд Уэст утверждал первенство Гесиода над Гомером, однако эта точка зрения не нашла многих последователей.

### Смерть и захоронение
Существуют различные версии обстоятельств смерти и места захоронения Гесиода, и более поздние авторы пытались согласовать их. Одна из них, впервые упомянутая в эпиграмме Херсия из Орхомена VII века до н. э. (примерно через столетие после смерти Гесиода), утверждает, что Гесиод похоронен в этом городе в Беотии. Согласно «Конституции Орхомена» Аристотеля, когда феспийцы опустошили Аскру, жители деревни нашли убежище в Орхомене, где, следуя совету оракула, собрали прах Гесиода, поместили его на почётном месте на своей агоре и стали считать Гесиода своим «основателем очага» (οἰκιστής). 
Другая традиция, ещё со времен Фукидида, утверждает, что Дельфийский оракул предупредил Гесиода, что того смерть «настигнет в прекрасной роще Зевса Немейского», и поэтому он бежал подальше от Немеи в Локриду, где был убит в местном храме Немейского Зевса. Этот сюжет следует расхожему ироническому тропу: предсказание оракула всё же сбывается. Вариация на эту тему из классических источников, цитируемая Чарльзом Абрахамом Элтоном в его Remains of Hesiod the Ascræan, Including the Shield of Hercules by Hesiod, описывает убийство Гесиода, на которого была возведена клевета — будто он обесчестил местную девушку — и который в отместку был убит её родственниками, несмотря на свой преклонный возраст, в то время как истинному виновнику (его милетскому попутчику) удалось скрыться. 
Убийцами называли её братьев — либо Ктимена и Антифа, либо Ганиктора и Амфифана. Тело они бросили в море между Эвбеей и Локридой, надеясь скрыть следы преступления. Однако, как гласит легенда, боги вмешались: тело вынесло на берег, преступление раскрылось, и убийцы были либо казнены (за «богохульство по отношению к святыне Посейдона»), либо наказаны провидением (погибли во время шторма или убиты молнией Зевса). Мнения о том, насколько обоснованными были их действия, расходились уже в античности. Некоторые утверждали, что девушка (иногда называемая по имени Ктименой) всё же родила от Гесиода сына Стесихора — ещё одного выдающегося поэта.

## Творчество

### Труды и дни

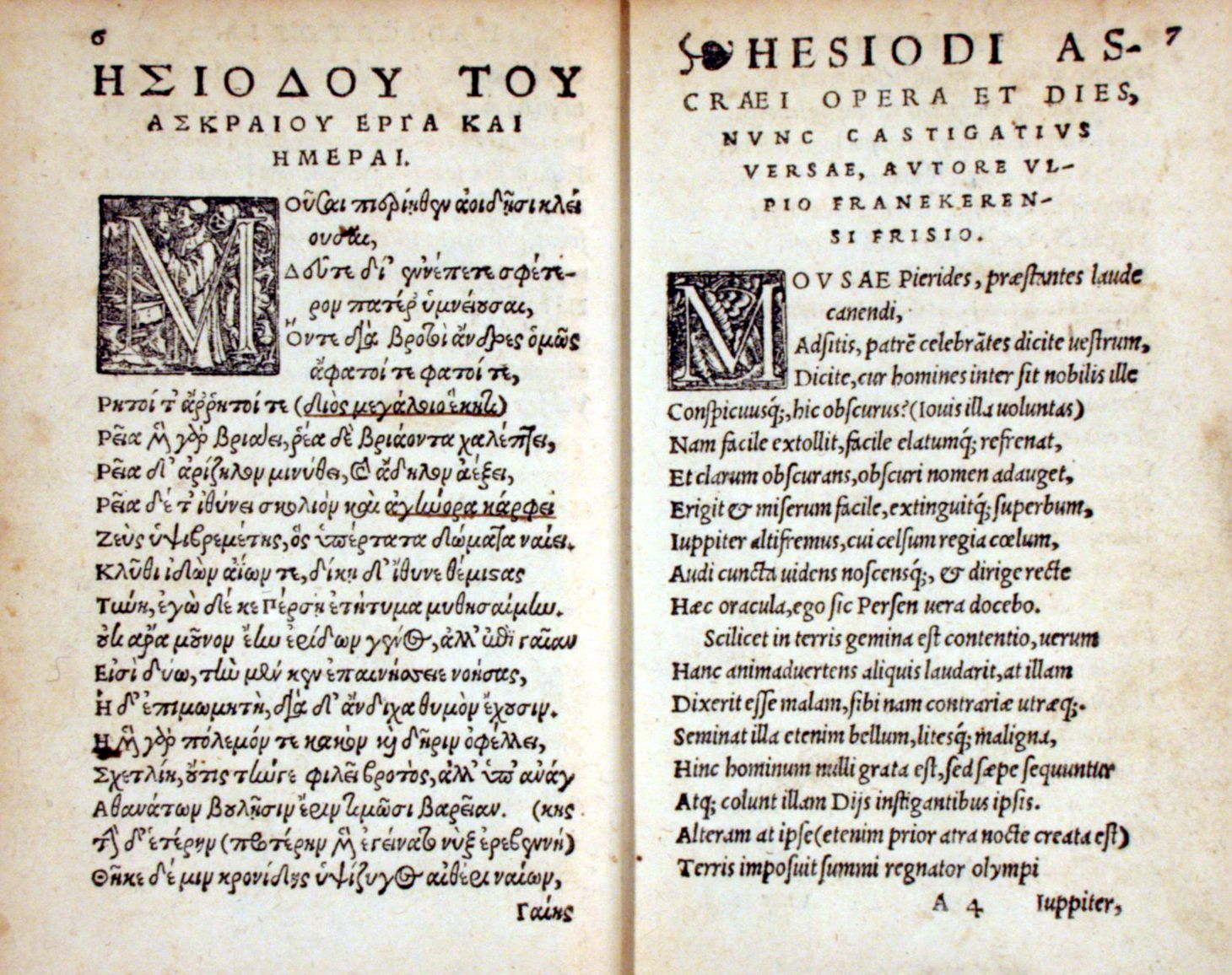
Первая страница «Трудов и дней» (Hesiodi Ascraei opuscula inscripta ΕΡΓΑ ΚΑΙ ΗΜΕΡΑΙ), базельское издание 1539 г.

Наиболее значительное произведение Гесиода — поэма «Труды и дни», написанная в форме увещаний, обращённых к брату поэта — Персу, который ведёт с Гесиодом тяжбу о наследстве и которого Гесиод убеждает не надеяться на неправедный суд подкупленных «царей» и своё пошатнувшееся состояние поправить упорным трудом. Ухудшение положения крестьянства формирует у Гесиода пессимистическое отношение к современности (изложение мифа о непрерывном ухудшении условий человеческой жизни от золотого века до железного). В поэму введён разнообразный материал нравственных правил и хозяйственных наставлений, она обильно оснащена фольклором: пословицами, поговорками, притчами, баснями, мифами. Изречения: «Кто верит женщине, тот верит вору», «Всякий дающему даст, не дающему всякий откажет» и др.
Во второй части поэмы систематически описываются работы земледельца и мореплавателя, а также приметы, связанные с различными днями месяца.

### Теогония
Другая поэма Гесиода, «Теогония» (др.-греч. Θεογονία), является попыткой привести в систему разноречивые эпические сказания о богах и связать богов в единое генеалогическое древо, начиная от предвечных Хаоса, Геи и Эрота и кончая Зевсом, устроителем нынешнего миропорядка, и его потомками.

### Другие работы

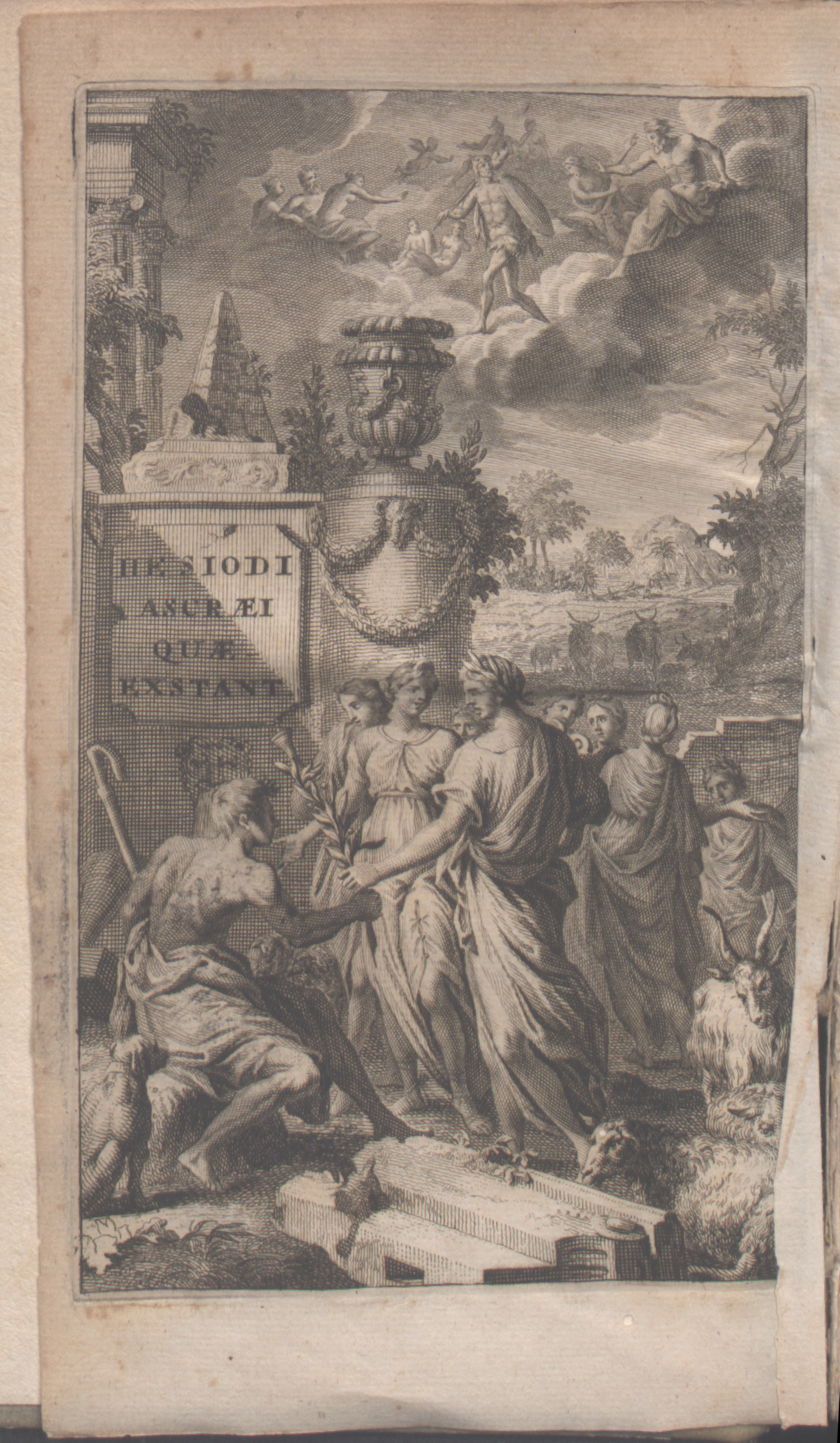
Hesiodi Ascraei quaecumque exstant, 1701

Остальные сочинения, в древности приписывавшиеся Гесиоду, считаются в современной науке написанными позднее, в VII—VI веках до н. э.
Продолжением «Теогонии» была сохранившаяся лишь в немногих отрывках поэма «Каталог женщин» или «Эойя» — список красавиц, от брака которых с богами произошли герои, родоначальники знатных родов; здесь в генеалогической форме изъяснялось происхождение греческих племён.
«Щит Геракла» — поэма в 480 стихах. В ней не рассказывается о всех подвигах Геракла, а изображается его поединок с чудовищем Кикном, сыном Ареса.
Дошёл до нас и ряд названий других произведений Гесиода («Меламподия», «Свадьба Фетиды и Пелея» и др.).
Издание Меркельбаха-Уэста (Oxford, 1967, рус. пер. 2001) включает 363 (кроме подложных) сохранившихся в рукописях и найденных на папирусах фрагмента сочинений Гесиода.

## Память
Павсаний в «Описании Эллады» (IX, 27) сообщает, что ещё во II веке в Феспиях была некая община, владевшая землями, связанными с именем Гесиода, члены которой хранили все местные предания о нём и показывали посетителям такие реликвии, как официальный список «Трудов и дней».
Древнегреческий поэт и философ Ксенофан высмеивал описание богов у Гесиода: «Всё, что есть у людей бесчестного и позорного, приписали богам Гомер и Гесиод: воровство, прелюбодеяние и взаимный обман» (Секст adv. math. IX 193)..
В честь Гесиода назван кратер на Меркурии (Hesiod) и кратер на Луне (Hesiodus).

### Тексты и переводы
Русские переводы:
- Исиода Аскрейского творения. / Пер. А. Фрязиновского. СПб., 1779. XX, 86 стр.
- Творения Гезиода. / Пер. П. И. Голенищева-Кутузова. М., 1807. 85 стр.
- Творения Гезиода Аскрейского. / Пер. А. Огинского. СПб., 1830. XIV, 131 стр.
- Гесиод. Подстрочный перевод поэм с греческого и прим. Г. Властова. СПб., 1885. 280 стр. (Работы и Дни. Теогония. Щит Геракла)
- Гесиод. Работы и дни. Земледельческая поэма. / Пер. В. Вересаева. М.: Недра, 1927. 88 стр. 2000 экз.
- Гесиод. Теогония. / Пер. В. Вересаева. (неоднократно издавался)
- Гесиод. Щит Геракла. / Пер. О. П. Цыбенко. // Вестник древней истории. 1985. № 3.
- Гесиод: Работы и дни, Теогония // Эллинские поэты. В переводах В. В. Вересаева / коллектив авторов. — М., 1963. — (Библиотека античной литературы).
- Гесиод. Полное собрание текстов. Поэмы, фрагменты. / вступ. ст. Ярхо В. Н., комм. Цыбенко О. П. и В. Н. Ярхо; пер. «Труды и дни», «Теогония» В. Вересаева, «Щит Геракла» и фрагментов Цыбенко О. П.; ред.коллегия: Ильинская Л. С., Немировский А. И., Цыбенко О. П., Ярхо В. Н.. — М.: Лабиринт, 2001. — 256 с. — (Античное наследие). — ISBN 5-87604-087-8. — Поэмы (Теогония. Труды и дни. Щит Геракла). Фрагменты (Перечень женщин или Эои. Великие Эои. Свадьба Кеика. Меламподия. Сошествие Пирифоя. Идейские дактили. Наставления Хирона. Великие труды. Астрономия. Эгимий. Горнило или Гончары).

Английские и французские переводы:
- В серии «Loeb classical library» (греческие тексты с английским переводом) изданы:
  - том I (№ 57, 1914) — Теогония, Труды и дни, фрагменты, свидетельства (включая «Состязание Гомера и Гесиода»);
  - том II (№ 503) — Щит, Каталог женщин, другие фрагменты (дополненное издание).
- Athanassakis, Apostolos N., Theogony ; Works and days ; Shield / Hesiod; introduction, translation, and notes, Baltimore: Johns Hopkins University Press, 1983. ISBN 0-8018-2998-4
- В серии «Collection Budé» (греческие тексты и французские переводы) изданы поэмы: Hésiode. Théogonie. — Les Travaux et les Jours. — Bouclier. Texte établi et traduit par P. Mazon. 16e tirage 2002. XXX, 242 p.

### Исследования
- Аксенова А. А. Вторая Эрида Гесиода (к истолкованию фрагмента поэмы «Труды и дни») (рус.) // НГТИ, КемГУ : сборник научных статей. — 2013. — С. 4-7.
- Martina Hirschberger, Gynaikôn Katalogos und Megalai Ehoiai. Ein Kommentar zu den Fragmenten zweier hesiodeischer Epen. BzA 198. München/Leipzig: K.G. Saur, 2004. Pp. 511. ISBN 3-598-77810-4. рецензия Архивная копия от 5 мая 2010 на Wayback Machine;
- Сычёв М. В. Русскоязычная историография о Гесиоде Архивная копия от 5 марта 2016 на Wayback Machine
- Leclerc, Marie-Christine. La parole chez Hésiode: à la recherche de l’harmonie perdue. — Paris: Les Belles Lettres, 1993. — 350 p. — (Collection d'études anciennes. Série grecque 121). — ISBN 2-251-32643-X.
- Акимова, Людмила Ивановна. Гесиод: научно-поэтическая мудрость // Искусство Древней Греции: Геометрика и архаика. — СПб.: Азбука-классика, 2007. — P. 126—128. — 396 p. — ISBN 978-5-352-02068-5.
- The Oxford Handbook of Hesiod :  [англ.] / Edited by Alexander Loney and Stephen Scully. — Oxford University Press, 2018. — 552 p. — ISBN 978-0-19-020903-2.